# Луково (Брестская область)
Луково (бел. Лукава) — агрогородок в Малоритском районе Брестской области Беларуси. Административный центр Луковского сельсовета.
Население — 604 человека. Имеется амбулатория, клуб, Дом культуры, стадион, школа.

## История

### Первые упоминания
Согласно письменным источникам Луково известно с XVI века. Тогда это было село Лукое Ляховского войтовста Полесской волости Берестейского повета Великого княжества Литовского. Полесская волость почти соответствовала территории современного Малоритского района и включала некоторые населённые пункты на территории современных Жабинковского и Кобринского районов. Волость сохранилась и в XVII—XVIII вв. Её границы изменились незначительно. В одних источниках она называется волость, в других — ключ. Центром волости (ключа) стал двор Руда, поэтому она в разных источниках называется: Полесская волость, Полесский ключ или Рудская волость, Рудский ключ.
В акте замены фольварков и в его подтверждении Лукое упоминается в 1564 и 1589 гг. В 1566 году в селе насчитывалось 23 двора, 53 семьи. 21 ноября 1657 года королевский комиссар Андрей Котович выдал Луковской церкви письмо на 2 волоки земли — Лобачевскую и Хомичевскую, на чиншевой оплате по 10 злотых за каждую. 3 июля 1659 года король Ян Казимир подтвердил это письмо. Согласно ревизии Берестейской экономии, в 1668 году 25 волок земли, 2 волоки принадлежали униатской церкви, 22 оседлых хозяйства. В 1682 году село в составе Рудского войтовства Полесского ключа, насчитывалось 25 волок земли, 33 оседлых хозяйств. Луково упоминается в документах и инвентарях в 1717, 1724, 1742, 1786 гг., в описании «грунтов» в 1792 году.

### Луково в составе Российской империи
После 3-го раздела Речи Посполитой (1795) в составе Российской империи. 20 ноября 1795 российская императрица Екатерина II подарила село (256 душ мужского и 244 женского пола) статс-даме графине Скавронской. Входило в Брестский уезд Слонимской, с 1797 года Литовской, с 1801 года — Гродненской губерний. Во второй половине XIX — начале XX века в Великоритской волости. В 1860-е годы относилась к казённому имению Руда помещика Ягвина, 336 ревизских (мужчин) душ.
В 1874 году в селе было открыто народное училище (начальная школа). В 1880 году обучалось 25 учеников, в том числе 3 девочки. В 1900 году в народном училище было 39 учеников, в том числе 5 девочек. Луковская церковь насчитывала тогда 827 верующих. К имению Лукое принадлежал фольварк Заболотье, а к деревне — урочище Высокое. В 1905 году насчитывалось 759 жителей, в одноимённой усадьбе — 3, в урочище — 21 жителей. Кроме земледелия крестьяне занимались рыболовным промыслом.

### Луково под властью Польши
В 1921—1939 гг. в составе Польши. Деревня входила в состав Мокранской гмины Кобринского повета Полесского воеводства. В 1921 году в деревне было 93 двора, 489 жителей. Действовали одноклассная школа, пожарная охрана.
С сентября 1939 года деревня (912 жителей) в составе БССР. С 12 октября 1940 года — центр Луковского сельсовета Малоритского района Брестской области. Работала начальная школа.

### Луковский сельсовет в Великой Отечественной войне
В годы Великой Отечественной войны 220 жителей Луковского сельсовета сражались с немецко-фашистскими захватчиками на фронтах и в партизанских отрядах, из них живыми домой вернулись только 115 человек. 105 человек погибли в борьбе с врагом, из них: деревня Луково — 26, деревня Ужово — 16, деревня Высокое — 20, деревня Грушка — 15, деревня Заболотье — 28 человек.
В Великую Отечественную войну с конца июня 1941 до 20 июля 1944 года оккупирована немецко-фашистскими захватчиками.
Жертвами фашистского террора стали ещё около 400 мирных жителей, из них: деревня Ужово — 5, деревня Высокое — 9, деревня Луково — 15, деревня Заболотье — 323 человека.
Всего погибло около пятисот из полутора тысяч жителей Луковского сельсовета — каждый третий. По сегодняшний день невозможно назвать точное число погибших, так как до войны в деревнях Луково и Заболотье проживали семьи евреев, которые были отсюда вывезены и уничтожены фашистами. По воспоминаниям старожилов, в деревне Луково проживали 10 еврейских семей, но точное количество людей в них не определено и составляло примерно 50 человек. А довоенные документы не сохранились.
Ночью 23 сентября 1942 года фашистами была окружена деревня Заболотье, а утром всё население деревни было согнано к зданию школы якобы на собрание. Мужчинам было приказано взять лопаты. Люди догадывались, что их ждёт смерть, и не ошиблись. Мужчин немцы заставили выкопать большие ямы. Затем людей заставили раздеваться, расстреливали и тела скидывали в эти ямы, ставшие для них общими могилами. Каратели не щадили ни детей, ни женщин. Такой страшный факт: накануне ночью в одной семье родилось двое близнецов, а днём они были уничтожены вместе со всеми. Всего в этот день было расстреляно 289 человек. Затем ещё четыре дня из пустующих домов и хозяйственных строений враги выводили домашний скот, выносили сельскохозяйственную продукцию, наиболее ценное имущество. 27 сентября деревня была полностью сожжена. Капитан Пелльс, командир карателей в своём отчёте начальству докладывал: «…сожжён 151 двор, угнано 700 голов рогатого скота, 400 свиней, 400 овец и 70 лошадей, Вывезено хлеба: 300 ц обмолоченного и 500 ц необмолоченного. Конфисковано около 150 сельскохозяйственных машин (ручной привод) и многочисленная утварь».
Деревня Заболотье после войны возродилась. Она увековечена в мемориальном комплексе «Хатынь». В 2005 году в деревне открыт памятник с именами всех погибших мирных жителей.
1 января 1943 года немцами была сожжена деревня Грушка (28 из 33 дворов), однако все её жители успели уйти в лес и остались живы.
В кабинете истории и школьном музее много различных материалов по этому периоду истории. Так, собраны и систематизированы сведения по каждому из 115 участников войны, вернувшихся с фронта по форме: фотография (фотографии); Фамилия, имя, отчество; год рождения или годы жизни; место жительства; воинское звание; участие в боевых действиях на фронте (партизанской борьбе); боевые награды. Также имеются воспоминания многих участников войны. Имеются списки всех уничтоженных фашистами мирных жителей и погибших в борьбе с врагом.
Также в экспозиции школьного музея представлены документы участников Великой Отечественной войны (красноармейские книжки, военные билеты, удостоверения инвалидов и участников ВОВ, боевые награды и удостоверения к ним, благодарности за освобождение или взятие отдельных городов (12 таких благодарностей принадлежат одному человеку — Стасюку Василию Ивановичу, который ещё при жизни сам подарил их для музея) (приложение 44). .
В кабинете истории ещё представлены фрагменты оружия и снаряжение воинов, найденные на местах боёв на территории сельсовета, а также экспонаты, подаренные нам из Брестской крепости.
Малоритский район был освобождён 20 июля 1944 года.

### Послевоенные сороковые
Председателем Луковского сельского Совета трудящихся в те годы был бывший партизан Круглик Иван Никитич, который рассказывал об этом времени следующее.
Сразу же путём подворных обходов начали уточняться земли, которые находились в личном пользовании населения. При исполкоме сельского Совета была создана сельскохозяйственная комиссия, которая имела право перемерять земельные участки у крестьян, данные о земле которых вызывали сомнение.
После уточнения земель и составления подворных списков проводилось обложение населения: каждое хозяйство, имеющее землю и скот, обязывалось поставлять государству определённую сельскохозяйственную продукцию, Так, например, если хозяйство имело до двух гектаров земли, то должно было сдать государству 50 кг зерна, от двух до пяти гектаров — 100 кг зерна, свыше пяти гектаров — 300 кг зерна. Население должно было сдавать и часть выращенного картофеля. От каждой коровы необходимо было сдать 400 литров молока за год.
Если крестьянин в установленные сроки не сдавал государству эту продукцию, то ему выдавалось письменное предупреждение, которым предписывалось в течение 10 дней рассчитаться с долгом. Если и в этот срок хозяйство не укладывалось, то дело передавалось в суд.
Регулярно проводилось обязательное государственное страхование и существовал сельскохозяйственный налог. Налогом облагались даже плодовые деревья в саду. Тогда ежегодно проводились и государственные займы.
Кроме того, каждое хозяйство должно было выполнить задание по лесозаготовке или лесовывозу. На каждую имеющуюся в крестьянском хозяйстве лошадь или пару волов необходимо было вывезти до 100 куб. м. деловой древесины (каждому хозяйству доводились индивидуальные задания, но не менее 25 куб. м. Если в хозяйстве не было лошади или волов, то хозяева должны были отработать на заготовке деловой древесины.
Из всего сказанного видно, что сельским жителям в первые послевоенные годы жилось трудно.
А тут ещё в районе появились банды националистов, которые убивали партийных и советских работников, активистов из числа местного населения, грабили и запугивали людей. В одну из ночей бандиты ворвались в дом жителя деревни Луково Степанюка Лукаша, убили его, а жене нанесли 17 ножевых ран, но она выжила. Бандиты подбрасывали листовки, призывающие население не сдавать государству хлеб и другую сельскохозяйственную продукцию.
Через некоторое время также ночью в деревне Заболотье бандиты обворовали магазин и ворвались в дом завмага Ефимука Пантелея Ивановича, однако он с женой успели убежать из дома.
По просьбе Круглика И. Н. в районе было выделено на сельсовет 25 стволов огнестрельного оружия (8 автоматов ППШ, 4 немецкие винтовки, остальные советские), а также боевые гранаты. Оружие было выдано под расписку и личную ответственность председателя сельского Совета. В помещении сельского Совета было организовано ночное дежурство актива и дружинников (по 4 человека). Дружинниками тогда являлись в основном бывшие воины и партизаны.
Однажды ночью дежурившие в помещении исполкома дружинники услышали, что по деревне едет грузовая машина. Они попытались остановить машину, но находившиеся в ней люди не подчинились и дружинники были вынуждены открыть огонь. Стреляли по колёсам. В результате были задержаны находившиеся в машине 3 человека в военной форме, которые оказались бандитами. Впоследствии выяснилось, что это были те бандиты, которые убили Степанюка Лукаша (их опознала на очной ставке его жена).
Больше с тех пор бандиты на территории сельсовета не появлялись, а вскоре с бандитизмом в районе было покончено.

### История клуба
В середине 50-х годов в деревне Луково появилась новая строительная площадка. На возведении здания сельского клуба кроме строителей трудилась и сельская молодёжь. В 1957 году центр деревни украсило новое красивое добротное здание. В нём разместились просторные по тем временам помещения, большая сцена. Кроме клубных помещений в здании находились библиотека и контора колхоза «Красный партизан».
Первым руководителем сельского очага культуры стал местный житель Олесиюк Иван Авдеевич, который обладал хорошими организаторскими способностями.
В 1961 году новым заведующим клубом становится Якуш Арсений Михайлович, который работал в этой должности до 1967 года. По его инциативе была организована работа различных кружков: танцевального, театрального, народного пения. К тому же сам Арсений Михайлович отлично играл на гармошке. В клуб в то время ходила не только молодёжь, но и люди все возрастов. Здесь было интересно каждому. Люди играли в шашки, шахматы, биллиард, принимали активное участие в художественной самодеятельности, смотрели кинофильмы. В сельском клубе начали проводиться комсомольские свадьбы.
В этот период в Луково нередко приезжали с выступлениями профессиональные мастера культуры: писатели, артисты, творческие коллективы. Так, например, в районной газете «Сельскае жыццё» за 27 февраля 1958 года опубликована заметка под названием «Сустрэча пісьменнікаў з чытачамі»:
У адзін з апошніх вечароў мнагалюдна было ў клубе сельскагаспадарчай арцелі “Чырвоны партызан”. Каля 300 калгаснікаў, сельскай інтэлігенцыі і вучняў Лукаўскай школы сабраліся сюды, каб сустрэцца з беларускімі пісьменнікамі Мікалаем Вішнеўскім, Аляксандрам Авечкіным, Сяргеем Грахоўскім і Сцяпанам Майхровічам. Літаратурны вечар адкрыў сакратар РК КП Беларусі тав. Іўчанка П. М. Ён прадставіў слова Сцяпану Майхровічу, які расказаў прысутным на вечары аб дасягненнях беларускай савецкай літаратуры за 40 гадоў. Затым Мікалай Вішнеўскі, Сяргей Грахоўскі і Аляксандр Авечкін прачыталі свае творы. Прысутныя шчыра падзякавалі пісьменнікаў за сяброўскую сустрэчу...
А в августе 1967 года в Луково побывала известная киноактриса Нонна Мордюкова. Обратимся к публикации в районной газете за 24 августа 1967 года «Нашы госці — артысты кіно»:
“Тысяча вокнаў” – так назывецца новы мастацкі фільм, створаны на кінастудыі “Беларусьфільм”, прэм’ера якога адбылася ў мінулую нядзелю ў галаўным кінатэатры. Гэтую кінастужку прывезлі да нас папулярныя артысты савецкага кінематографа.
Перад пачаткам дэманстрацыі фільма выступіў яго стваральнік рэжысёр Спешнеў. Ён расказаў аб той вялікай рабоце, якую прарабіла здымачная група, аб цяжкасцях, якія прыходзілася пераадольваць і аператарам, і акцёрам...
Апладысментамі сустрэлі гледачы выступленні папулярных артыстаў Ноны Мардзюковай і Аляксандра Бяляўскага. Вобразы, якія яны стварылі ў шматлікіх фільмах, ужо даўно палюбіліся кінааматарам.

Пасля выступлення ў Маларыце, група артыстаў выехала ў вёску Лукава. Тут майстры экрана сталі гасцямі хлебаробаў арцелі “Чырвоны партызан”.
После встречи с населением в сельском клубе для гостей был организован обед. На фотографии запечатлён момент этого обеда. Слева направо: Коняев Николай Иванович — председатель Малоритского райисполкома, Степанюк Варфоломей Константинович — председатель Луковского сельского Совета, Буткевич Иван Фомич — первый секретарь Малоритского РК КПБ, стоит Шульжик Игорь Васильевич — секретарь партийной организации, учитель школы, справа — Мордюкова Нонна Викторовна. Фотография была подарена школе дочерью Шульжика И. В., которая проживает в городе Бресте.
В одну из ночей в феврале 1969 года случился пожар и здание сельского клуба полностью сгорело. Культурная жизнь в деревне затихла. В 1972 году под клубное учреждение было приспособлено старое здание школы, которое находилось в ветхом состоянии.
Активизация культурной жизни в сельсовете началась в 1987 году. Летом этого года был проведён первый праздник деревни, в котором участвовали жители всех шести деревень сельсовета. Была подготовлена большая и разнообразная программа. Каждая деревня представляла выставки кулинарных изделий, народного творчества. Из каждой деревни сельсовета выступали фольклорные коллективы. Проводились различные спортивные состязания. Были подведены итоги конкурса на лучшее сельское подворье, проведено награждение победителей.
Такие праздники у нас проводятся ежегодно и пользуются большой популярностью у населения. Традиционными также стали праздники «Зажинки» и «Дожинки».
В то время ежегодно проводилось чествование золотых и серебряных юбиляров, конкурсы гармошечников «Играй, гармонь», другие интересные мероприятия.
Активное участие в самодеятельности принимали гармонисты Иван Михальчук, барабанщик Григорий Марук, частушечница Анастасия Котелева, которая сама сочиняла и исполняла свои частушки. Хорошо помнят Анну Ефимук, которая также сочиняла и исполняла частушки, а кроме того, прекрасно играла на гармошке. Много аплодисментов «срывали» гармонисты Алексей Чернобровкин и Александр Шишук. Список этот можно продолжать и продолжать. Многие из них участвовали не только в районных смотрах художественной самодеятельности, но выступали на областном и республиканском уровне, где занимали призовые места. А творчество Анны Ивановны Ефимук в те годы нередко показывали в передачах белорусского телевидения.
В 1991 году здание сельского клуба в связи с аварийным состоянием было закрыто, но вскоре под клубное учреждение была выделена часть здания бывшего кафе. В 1996 году сельский клуб получает статус дома культуры, но только после полной реконструкции здания в 2008 году этот статус действительно соответствует своему названию.
Сегодня работники сферы культуры ведут работу с разными категориями населения. В СДК (сельском доме культуры) проводятся новогодние праздники, различные «Огоньки», вечера-встречи с молодыми семьями, пожилыми людьми, другие культурно-массовые мероприятия. Работают кружки различной направленности, любительские объединения.

## Легенды и предания
Когда-то в далёкое время над Луковским озером разразилась сильная буря. Резкие порывы ветра вырывали с корнями вековые деревья на полуострове, где возле небольшой часовенки собрались жившие в деревне люди. Озеро превратилось в бушующее море, вышло из берегов и залило узкую полоску земли, связывавшую людей с сушей. В звериной ярости оно бросало на людей грозные и дикие волны. Одна из волн со страшной силой ударила в часовенку и разрушила её. Казалось, что гибель людей неминуема.
И тут из развалин вышла молодая красивая женщина и крикнула: «Все, кто верит в Бога, идите за мной, я выведу вас отсюда!» Её спросили: «Кто ты такая, назови свое имя?» Женщина ответила: «Называйте меня „Утоли мои печали“, а в память того, что я у вас была, оставляю вам мой след». После этих слов она ступила одной ногой на находившийся рядом камень-валун, на котором остался отпечаток её босой ноги.
Затем она решительно направилась прямо в бушующие волны и пошла по воде, которая доходила ей только до колен. Люди бросились вслед за женщиной и случилось чудо: они тоже шли по колени в воде. Так они прошли через все озеро. Правда, спаслись не все, многих поглотила ревущая стихия. В живых остались только те, кто верил. (Действительно, и сейчас через все озеро проходит узкая полоса земли, по которой можно пройти, при условии, когда уровень воды минимальный. Старожилы называют её «грядкой»).
В честь своего спасения люди купили икону и назвали её «Утоли мои печали». Затем на месте разрушенной часовенки они построили церковь, в которой поместили эту икону. Но церковь вскоре сгорела, а сама икона оказалась целой и невредимой. Она лежала на камне со следом Богородицы, который находился возле сгоревшей церкви.
Затем здесь была построена новая церковь, в которой с левой стороны от алтаря на специально построенных ступеньках установлена та же икона «Утоли мои печали» или Божия Матерь Скорбященская (Луковская), которая после пожара стала почитаться чудотворной. Так как церковь освящалась в десятую пятницу после Пасхи, то этот день был назван «десятухой» и стал для жителей деревни Луково престольным праздником. На этот праздник приходило очень много людей из самых разных мест. Особенно много паломников было из Украины (даже из Почаева приходили поклониться Луковской иконе Божией Матери). Ещё за неделю до праздника к церкви стекалось много паломников, желающих исцелиться от различных недугов, так как камень со следом и вода в озере в этот день также считались исцеляющими.
Об особом почитании Луковского храма говорит следующее предание. Во время моровой язвы на Украине в 1850 году, когда вымирали целые села, одной женщине из Волынской губернии во сне явилась Богородица и велела ей идти в село Луково к чудотворной иконе и там, в храме, отслужить молебен о здравии. После того, как это повеление было исполнено, эпидемия моровой язвы прекратилась.

## Топонимия
Название деревни произошло, вероятно, от формы озера, которое напоминает лук. Хотя существует и другое мнение: дело не в форме в целом, а в том, конкретно, что озеро имеет крутую излучину.
Из Луковского озера вытекает небольшая речушка Осиповка. Сейчас она больше похожа на канал. Название реки скорее всего связано с именем человека. Никто не помнит, как возникло это название, но старожилы предполагают, что реку копал местный житель по имени Осип, отсюда и название реки.
Самыми многочисленными и разнообразными по своему происхождению и значению являются названия малых географических объектов — микротопонимы. Названия полей, лугов, сенокосов, урочищ не зафиксированы на картах и поэтому известны небольшому количеству людей. Микротопонимы несут в себе богатую информацию про растительный и животный мир в своей местности, про историю её заселения, про хозяйственную деятельность наших предков. По происхождению названия урочищ имеют много общего с названиями поселений. Их образовательными основами являются как названия нарицательные, так и имена собственные.
В окрестностях деревни Луково находится большое количество урочищ. По происхождению названия урочищ и хуторов можно разделить на два вида: названия, которые образовались на основе нарицательных существительных, и названий на основе собственных имен.
Среди нарицательных можно выделить названия урочищ, связанных с местным рельефом: Остров, Дрыжацкое, Вэлыкэ болото, Ямнык, Площыня, Глынне, Крывыи…
Выделяются названия урочищ и хуторов, которые связаны с названиями отдельных деревьев, растений, птиц, животных: Дубовэ, Дубровэ, Лысычанэ, Хвоёвэ, Бэзок, Закорчага, Бэрэзина, Залиссе, Сосновцы, Травнык, Кропывнык, Липовэ, Кабаново, Кобылка, Косыньскэ, Мэдвэджэ, Свыдына, Журавлёво, Груша…
Многие названия полей объясняются земледельческими терминами. В их основе лежат названия земельных участков: Опытнэ, Куткы, урочище 125 га, Огородцы, Оржыща, Вэлыкэ полэ, Навуськэ, Руно, Хлибовка…
Отдельные названия урочищ связаны с подобием на конкретные предметы: Ножык, Колода, Шапка, Нагавыцы…
Среди имён собственных образовательными основами микротопонимов чаще всего являются имена, фамилии, прозвища людей: Самсоны Мэндора, Зиньковэ, Шымувськэ, Кавалёвы нывкы, Гранкы…
По структуре названия урочищ можно разделить на простые (Язовыцы, Хвушне, Застав) и составные (Батрацкый конец, Морозов лосынец, Вэлыкый бор). Спецификой составных микротопонимов является то, что они могут иметь форму предлого-именных конструкций (за Гнациком, коло Панаса, Закорчага, коло маяка). Это свидетельствует о том, что процесс топонимизации ещё не остановился и никогда не остановится. Одни названия по разным причинам исчезают, а новые появляются.
На картосхеме «Казённая деревня Луковъ», составленной в 1869 году можно найти названия урочищ, которые сохранились и по сегодняшний день, но есть и такие названия, которые остались только на карте: Татарское, Сухой козёл, Вэлыкый брод, Плэсо. Среди названий урочищ есть и такие, значение которых никто не может объяснить: Оспала, Жыголодь, Гылёво, Стужыцы, Ясёны, Задморщэ…

## Гидрография
Геологические условия прошлого, прежде всего тектонические разломы и ледниковые процессы, оказали решающее влияние на характер гидрологической сети района. Большинство озёр ориентировано преимущественно на северо-восток в соответствии с направлениями разломов Луковско-Ратновского горста. Такую же ориентацию имеют и реки, особенно в их верхних течениях.
Проточное озеро Луковское образовалось в границах ложбины стока ледника и также ориентировано на тектонический разлом. Оно расположено в средней части водосбора реки Рита. Его площадь 5,4 кв. км, максимальная глубина 11,5, средняя — 4,3 м. В межень оно дренируется Гусацким каналом; во время наводнения его воды могут также дренироваться рекой Осиповка, которая вытекает из озера. Наибольшая длина озера — 3,15 км, наибольшая ширина — 2,7 км. Объём воды составляет 23,2 млн кубических метров. Западный берег озера высокий — 5 — 6 м. От него почти наполовину акватории тянется Луковская стрелка, остальная часть берега заболоченная с очерченной террасой. В болотах, окружающих озеро, под торфом залегает сапропель, которым укрыта также большая часть дна озера. Это доказывает существование тут в прошлом значительно большего озёрного водоёма. В отличие от Олтушского и Ореховского озёр, где преобладают органические сапропели, в Луковском доминируют карбонатные, кремнеземистые и сапропели смешанного типа. Это указывает на сложное карстово-тектоническое происхождение озера, усложнённое ледниковым влиянием.
Ни один из компонентов природы Малоритского района не ощутил на себе такого мощного влияния человека, как водные объекты. Мелиоративные мероприятия привели к значительным изменениям гидрографических связей и режимов водоёмов.
В 1980 году закончилось строительство осушительно-оросительной системы «Осиповка». Луковское озеро было преобразовано в водохранилище и вокруг него по береговой черте более чем на 9 км протянулась заградительная дамба. За счёт аккумуляции стока уровень Луковского водохранилища, которое может дополнительно принять 14 млн. м³ воды, способен подниматься почти на 2,5 м.
Резкие колебания уровня воды, возросшая её минерализация и содержание остаточных количеств средств химизации негативно отразились на экосистеме водоёма. Первыми исчезли раки, которые очень реагируют на ухудшение качества воды, постепенно была подорвана популяция канадского сомика, который в своё время акклиматизировался в озере. В настоящее время, благодаря ряду природоохранных мероприятий, популяция сомика возобновилась и расширяется.

## Археология
Археологические памятники — свидетели жизни и деятельности людей в древности. Возле Луковского озера издавна селились и жили люди. В окрестностях деревни Луково археолог Владимир Федорович Исаенко в 1964 году открыл и исследовал группу первобытных стоянок.
Стоянка 1. В 0,5 км к востоку от деревни, на южном берегу озера Луковское, к югу от мыса, где находится старое деревенское кладбище. Расположена вдоль берега, длина около 100 м. В культурном слое найдены кремнёвые орудия труда, остатки лепной глиняной посуды и др. Относится к позднему неолиту, датируется 3-м тысячелетием до н. э.
В 80-е годы здесь установлен археологический знак.
Стоянка 2. На север от деревни за 2,5 — 3 км, на противоположном берегу озера. На поверхности моренного холма в промоинах и раздувах встречаются кремни с обработкой: нуклеусы, отщепы, пластины времён мезолита и неолита (7 — 4 тысячелетия до н. э.).
Стоянка 3. На север от деревни за 1,5 км, на западном берегу озера, в промоинах на поверхности приозерной террасы, встречаются гнёздами кремни с приметами обработки и законченные орудия труда — остатки мезолитического либо неолитического памятника.
Обнаружил и исследовал места стоянок в 1964 году археолог Исаенко Владимир Федорович. Находки хранятся в институте истории Национальной академии наук.
Места первобытных стоянок описаны учёным до проведения мелиоративных работ и строительства дамбы вокруг озера. Сейчас же местность сильно изменена и точно определить местоположение некоторых стоянок затруднительно.
Памятник 4. На западном берегу озера издавна находился камень-валун с отпечатком, как верили люди, ступни Богородицы — «следовик». Здесь молились люди, просили исцеления. В настоящее время он находится в Луковской церкви.
Большинство археологических находок, найденных на территории Малоритского района, находятся за его пределами (в музеях Бреста, Минска).
В 2008 году в Луковской школе была проделана исследовательская работа, в результате которой установлено, что в Брестском областном краеведческом музее хранятся 57 археологических музейных предметов, найденных на территории Малоритского района (из них из Луково — 2). Для этого пришлось просмотреть списки всех археологических музейных предметов (а их в музее около 70 тысяч).
Так, в 1958 году в областной краеведческий музей был передан рог большого животного, найденный в Луковском озере. Длина рога составляет 40 см, наибольшая ширина — 10 см. Однако в действительности рог был намного длиннее, так как он обломан, а отломанная часть не найдена. В 1972 году научный сотрудник Академии наук БССР определил его как рог зубра, однако есть предположение, что это может быть рог тура.
В конце 1960-х гг. учителем Луковской средней школы Шульжиком Игорем Васильевичем в музей была передана курительная трубка, найденная в деревне Луково. Описание согласно акту поступления:
Трубка курительная, изготовленная из желтой глины, хорошего обжига со следами прозрачной поливы по внешней поверхности. Чубук с огранкой, расположен под прямым углом к цилиндру для набивки табака и сообщается с ним сквозным отверстием. Внутренняя поверхность цилиндра закопчена. Входное отверстие чубука круглое, венчик подчеркнут двумя прочерченными линиями, округлый.
Поверхность цилиндра украшена растительным орнаментом, взятым в обычный линейный контур, образующий ромб. Орнамент – 4-х лепестковый побег с ромбовидной почкой сверху.

Размер – длина 5 см., высота – 4 см.
Эти музейные предметы находятся в запасниках Брестского областного краеведческого музея.
Однако иногда в окрестностях деревни Луково и сегодня местные жители во время проведения сельскохозяйственных работ (пахота, копка картофеля) находят древние каменные орудия труда. Некоторые из них находятся в экспозиции школьного музея.
Два кремнёвых топора из этой коллекции были найдены осенью 2008 года во время копки картофеля в поле, которое находится по правую сторону дороги напротив нового деревенского кладбища. Примечательно, что оба топора были найдены на расстоянии примерно 200 м один от другого. Это говорит о том, что в глубокой древности в нашей местности люди активно занимались хозяйственной деятельностью.

## Геология и геоморфология
Северо-восток района (где расположена деревня Луково) относится к Верхнее-Припятской озерно-аллювиальной равнине Белорусского Полесья. Поверхность имеет слабый уклон на север и северо-восток, где абсолютные высоты уменьшаются от 153 до 145 метров. Она преимущественно плоская, участками слабовогнутая, а в местах эоловых наносов приобретает мелкохолмисто-бугристый характер. Характерной особенностью рельефа является также заторфованные ложбинные понижения северо-восточного направления (окрестности деревень Мокраны, Луково, Заболотье). Эти ложбины соответствуют продолжениям разломов Луковско-Ратновского горста и имеют, по-видимому, тектоническую предопределённость.

## Луковская Рождество-Богородичная церковь

### История
Сведения о Луковской церкви имеются в документах за 1653, 1668, 1669, 1724, 1742, 1786, 1792 гг. В 1668 году Луковская церковь имела 5 волок земли (волока — 21,36 гектара). Две из них издавна принадлежали храму, одна была дана в 1653 году и ещё две — в 1659 году. Как уже было сказано в первой части настоящего исследования, на месте сгоревшей церкви была построена новая, также деревянная. Произошло это в 1819 году. Год строительства церкви указан в «Ведомости о церкви Луковской Рождество-Богородичной, Гродненской губернии, Брестскаго уезда и благочиния за 1905 год», которая находится в Национальном историческом архиве Беларуси в г. Гродно.
Из этого документа мы знаем, что возле здания церкви находилась отдельно стоящая деревянная колокольня. Территория была обнесена прочной оградой.
Размеры здания церкви в плане составляли: длина — 14 м, ширина — 7 м; колокольня: длина — 7 м, ширина — 7 м.
6 мая 1875 года во время пожара в деревне Луково сгорело 47 дворов (практически вся деревня), в том числе строения православного причта, о чём сообщается в рапорте Брестского уездного исправника № 1607 от 11 мая 1875 года.
В 1878 году были построены новый деревянный дом с амбаром для священника, а другие постройки возведены после пожара в 1892 году.
Имелось подцерковной земли (усадебной, пашенной и сенокосной) 44 десятины (десятина — 1,09 гектара), на которую имелся план, составленный в 1873 году. В документе указывается о земельном споре между крестьянами села Луково и причтом. Суть этого спора заключалась в том, что крестьяне заявили, что причт захватил часть крестьянской земли, а причт, в свою очередь, доказывает, что этой землёй они пользуются уже более 30 лет. Сообщается, что дело передано в Гродненский окружной суд.
В церкви хранились копии всех метрических книг и исповедальные ведомости с 1843 года (в настоящее время в Национальном историческом архиве в г. Гродно находятся метрические книги только за период 1843—1856 гг. (фонд 410, опись 1)).
К Луковской церкви принадлежала также Свято-Троицкая церковь в деревне Заболотье, которая находилась в довольно ветхом состоянии, а богослужения там совершались только в храмовой праздник, некоторые воскресенья и праздничные дни и при совершении различных треб.
В приходе действовали две школы: народное училище в селе Луково (открыто в 1874 году) и церковно-приходская школа в деревне Заболотье. В 1905 году в народном училище обучалось 30 мальчиков и 3 девочки, а в церковно-приходской школе — 21 мальчик и 2 девочки.
Количество населения в приходе в 1905 году составляло:
военных: число дворов — 3 (18 чел, в том числе: муж. — 10, жен. — 8);
крестьян с. Луково: число дворов — 108 (829 чел. в том числе: муж — 430, жен. — 399);
крест. д. Заболотье: число дворов — 59 (446 чел., в том числе: муж. — 234, жен. — 212).
Всего: число дворов — 170 (1293 чел., в том числе: муж. — 674, жен. — 619).
А вот как в документе указывается расстояние от села Луково до деревни Заболотье: «Зимою Заболотье в 3 верстах. Летом 14 верст. Препятствия: озеро, 8 каналов и болота».
В клировой ведомости Полесской епархии о Луковской церкви Великоритской гмины (волости) Брестского уезда Пинского воеводства (Польша) за 1928 год (ведомость хранится в Брестском государственном архиве) сообщается, что состояние церкви хорошее (последний капитальный ремонт был произведён в 1924—1925 гг.). В 1911 году построен новый деревянный дом для священнослужителей (длина — 16,5 м, ширина 8 м), а затем клуня, сарай и погреб. В 1923 году дом был капитально отремонтирован.
Земли при церкви (как и ранее) имелось 44 десятины, однако здесь указана и её структура: усадебная — 4 десятины, под кладбищем — 1 десятина, пахотная — 26 десятин 1200 квадратных саженей (сажень — 2, 134 м), сенокосная — 6 десятин, неудобная — 6 десятин 1200 квадратных саженей. Часть земли обрабатывалась причтом, часть — сдавалась в аренду вплоть до 1939 года. Здесь же сообщается, что церковный крестьянин Кирилл Мицюк в 1914 году самовольно захватил около двух десятин земли и возвёл на ней жилые строения.
В приходе в это время уже имеются три школы: в деревне Заболотье — одноклассная, Луково и Высокое — двухклассные. По состоянию на 1930 год школы посещали 48 мальчиков и 46 девочек (архивная справка № 05-06/509 от 21.12.2007 г., Брестского государственного архива).
Количество населения в приходе в 1928 году:
Луково: число дворов — 238 (1320 чел., в том числе: муж. — 630, жен. — 690);
Заболотье — число дворов — 120 (859 чел., в том числе: муж. — 403, жен. — 456);
евреи: число дворов — 10 (45 чел., в том числе: муж. — 30, жен. — 15).
Всего: число дворов — 370 (2208 чел.; в том числе: муж. 1043, жен. — 1165).
Как видим из приведённых выше данных, общее количество населения в приходе с 1905 по 1928 год увеличилось почти в 1,5 раза.
Согласно вышеуказанной архивной справки, в 1945 году (точная дата не указана) был заключён договор между гражданами с. Луково и исполнительным комитетом Малоритского районного Совета депутатов трудящихся о передаче гражданам в бессрочное и бесплатное пользование деревянного церковного здания в с. Луково и хранящегося в нём церковного имущества.
Как видно из этого документа, в церкви имелось различное имущество и много церковной утвари: только одних икон насчитывалось 43.
В акте технического осмотра церкви от 4 сентября 1951 года отмечено, что церковь находится в удовлетворительном состоянии.
Решением исполнительного комитета Брестского областного Совета депутатов трудящихся от 1 апреля 1961 года № 189 предусматривалось:
1. договор, заключённый Малоритским райисполкомом с религиозным обществом с. Луково на передачу в бессрочное и бесплатное пользование церковного здания в с. Луково, расторгнуть;
2. церковное здание ввиду его аварийного состояния закрыть;
3. снять приходскую церковь с учёта действующих, а религиозную общину с регистрации, как не имеющую молитвенного здания.

На заседании Совета по делам русской православной церкви при Совете
Министров СССР (протокол от 17 мая 1961 года № 7) это решение было утверждено.
12 июня 1961 года в областной газете «Заря» был опубликован атеистический материал под названием "Конец «десятухи», в котором автор в карикатурной форме высмеял престольный праздник деревни Луково и «предсказал» его полное забвение, однако этот праздник не только не забыт, но и сейчас широко празднуется ежегодно каждую десятую пятницу после Пасхи местными жителями и гостями деревни.
В 1964 году здание церкви было разобрано, а весь строительный материал передан Малоритскому райпотребсоюзу, который израсходовал его частично на строительство магазинов в деревнях Заболотье и Высокое, остальной — для строительство складских помещений в городе. Иконы и утварь из разрушенного храма частично забрали жители, однако основная их часть была передана в Чернянскую церковь.
В связи с перестроечными процессами во второй половине 1980-х гг. и многочисленными обращениями населения в различные инстанции решением Малоритского райисполкома от 29 марта 1990 года № 110 было зарегистрировано религиозное общество православной церкви в деревне Луково и разрешено отвести земельный участок под строительство здания православной церкви.
Распоряжением Луковского сельского Совета народных депутатов от 7 августа 1991 года № 74 были выделены Луковской церковной общине земельные участки под строительство церкви и одноквартирного жилого дома для священника в деревне Луково.
В 1992 году в Луково была построена новая церковь. Причём за очень короткий срок — всего за один год. Новый храм решено было строить на новом месте, так как природное озеро было превращено в водохранилище, и близкие к поверхности грунтовые воды стали существенной помехой для его возведения на старом месте — на полуострове.
После восстановления храма часть его собственности была возвращена. В то же время лучшая утварь и иконы старинного письма остались в Чернянской
Церкви, в частности, икона Сергия Радонежского с дарственной надписью на обороте. Эта икона в своё время была пожертвована Луковскому храму одним помещиком, у которого все дети умирали в младенчестве. Когда он принёс эту икону в храм, следующий родившийся в его семье ребёнок остался в живых.
Интересна история церковных колоколов. Колокольня церкви имела семь колоколов, а во время Великой Отечественной войны были привезены ещё четыре колокола из сожжённой немцами церкви деревни Заболотье.
После закрытия церкви местные жители, желая спасти колокола, затопили
их в озере. Во время сильной засухи, когда уровень воды в озере очень сильно снизился, стал виден из воды самый большой колокол. Кто-то сказал об этом председателю сельского Совета, который принял решение разрезать колокол с помощью газосварки на металлолом. Но в тот день, когда колокол был поднят
на берег, машина, транспортирующая сварочный аппарат, сломалась. Жители, воспользовавшись этим обстоятельством, ночью вторично затопили колокол в более глубоком месте. Так он сохранился и, после возведения нового храма, был поднят на колокольню.
На колоколе имеются следующие тексты (на украинском языке):
ЦЕЙ ДЗВИН СООРУДИВСЯ 1927 РОКУ
21 ЛИСТОПАДА ЗА ЩИРИМ СТАРАНЕМ
СВЯЩЕННОІЕРЕЯ О. ГЕОРГИЯ НАЗАРЕНКО
ЦЕРКОВНОГО БРАЦТВА И ПОБОЖНЫХ
ПАРОХІЯН ПРИ ЕПІСКОПОВІ АЛЕКСАНДРУ

І ДЕКАНУ О. АЛЕКСІЮ РУСЕЦКОМУ.
СВЯЩЕННІЙ БЛАГОВІСНИКУ БОЖІЕЙ
БЛАГОДАТИ! ДЗВОНИ І ЗБИРАЙ НАС
НА МОЛИТВУ ПРОБУЖДАЙ СОВІСТЬ ГРІШНИКІВ,
РОЗНОСИ СЛАВУ І ВДЯЧНІСТЬ ВІД НАС

БЛАГОДІЮЩЕМУ НАМ ГОСПОДУ.
З ЛІЯРНІ ДЗВОНІВ БРАТІВ ФЕЛЬЧИНСЬКИХ

В КАЛУШІ.
Один из колоколов был сохранён начальником пожарной охраны Василием Корделюком. Ему дали колокол для звона во время пожаров, но он привёз его к себе во двор и спрятал.
В настоящее время в церкви находится три колокола.
Жителями деревни сохранён и камень с отпечатком стопы Богородицы: его закопали в землю. После открытия новой церкви он был выкопан и сейчас находится там.
В 2008 год на полуострове, на том месте, где находилась с 1819 по 1964 год Луковская Свято-Богородичная церковь, возведена часовня.
Епископ Брестский и Кобринский Иоанн 11 ноября 2010 г. в деревне Луково совершил освящение престола и храма в честь явления Божией Матери.
Владыке сослужили секретарь Брестского Епархиального Управления, Благочинный церквей Брестского городского округа протоиерей Петр Романович, благочинный церквей Малоритского округа протоиерей Николай Кудласевич, а также гости в священном сане.
На литургии, во время Малого входа, настоятель храма, иерей Сергий Бирук-Руссу, за усердные труды во благо Церкви и за строительство храма, был награждён правом ношения креста камилавки.
По завершении литургии состоялся крестный ход вокруг храма и был отслужен молебен.
После молебна, Владыка поздравил всех с этим знаменательным событием не только для жизни прихода и епархии, но и знаменательным вообще для всей Церкви. «Сегодня был освящен ещё один „корабль“, который будет вести всех приходящих по бурному морю. Храм в жизни православного человека означает всё. В храм нас приносят после рождения, в храм мы приходим во время своей жизни, чтобы поделиться скорбью и рабостью, храм нас провожает, когда мы умираем и отходим в вечную жизнь», — сказал Владыка во время проповеди.
В память о совершившемся освящении, Владыка преподнёс в дар храму Жировичскую Икону Божией Матери.
Также были отмечены и принимавшие активное участие при строительстве храма прихожане. Владыка произвёл награждения церковными медалями и благословенными архиерейскими грамотами.
Старая уничтоженная церковь не исчезла бесследно. Благодаря священнику Луковской церкви Сергию Бируку-Руссу, который нашёл несколько фотографий с изображением старой церкви, мы имеем возможность увидеть, какой она была.
Чудотворная икона Божией Матери Скорбященской (Луковской), исчезла из храма в 1914 году, когда священник (фамилия его не установлена), уезжая на родину в город Ужгород (Украина) забрал её с собой. Местонахождение иконы в настоящее время неизвестно. Однако из украинских источников (Іван Хміль. Украінське Полісся. Этнографічный нарис, 1976, Виннипег) нам удалось узнать, как она выглядела. Своеобразие иконы в том, что Богородица и Иисус изображены в национальных одеждах, украшенных орнаментом.
Подтверждением этому является следующая цитата из материала «Каменецкая икона Богородицы» краеведа Георгия Мусевича от 10 декабря 2000 года: «Есть благодатные иконы местного почитания, как, например: …Полесская-Луковская (на ней Богородица и Богодитятко Иисус — в вышитых национальных одеждах)…».
В книге «Іканапіс Заходняга Палесся XVI—XIX стст.», изданной в издательстве «Беларуская навука» в 2005 году, конкретных упоминаний об иконе нет, однако на с. 331 написано: «Як адну з характэрных рыс абразоў Заходняга Палесся неабходна адзначыць творчую свабоду іканапісца… У яго аснове натурныя назіранні іканапісца, які канкрэтызуе тыпаж і часам апранае святых у народнае адзенне…»

### Священники Луковской церкви
С 1863 г. — Константин Павлович;
До 1877 г. — Георгий Калисский;
1877—1902 гг. — Никонор Дружиловский;
С 1902 г. — Сергий Кадлубовский;
1924—1932 гг. — Гергий Назаренко;
? — Феодор Левицкий;
в годы войны — 1949 г. — Ростислав Левицкий;
1949—1951 гг. — Борис Новик;
1951—1961 гг. — Феофан Роздзяловский;
1993—1995 гг. — Владимир Алексеев;
1997—2001 гг. — Георгий Кравчук;
2002—2005 гг. Анатолий Тарасевич;
с конца 2005 г — по настоящее время — Сергий Бирук-Руссу.

## Культура
- Дом культуры
- Музей ГУО «Луковская средняя школа»

## Достопримечательность
- Луковское водохранилище
- Часовня на полуострове[4]
- Луковский дуб. На южном берегу Луковского водохранилища, где находится старое закрытое деревенское кладбище, сохранилось несколько дубов, один из которых выделяется своими размерами. Несколько лет назад учащиеся Луковской средней школы, члены краеведческого кружка измерили обхват дерева на высоте 1 м, который составил 6 м и 5 см (для сравнения: аналогичные измерения Царь-дуба, которому более 800 лет, составили 6 м 20 см, т. е. разница несущественная)[5].